# 沙帕当-杜拉热阿杜
沙帕当-杜拉热阿杜是巴西圣卡塔琳娜州的一个市镇。总面积124.472平方公里，总人口2749人，人口密度22.1人/平方公里。